# Gingins
Gingins är en ort och  kommun i distriktet Nyon i kantonen Vaud, Schweiz. Kommunen har 1 266 invånare (2023).